# Irving Penn

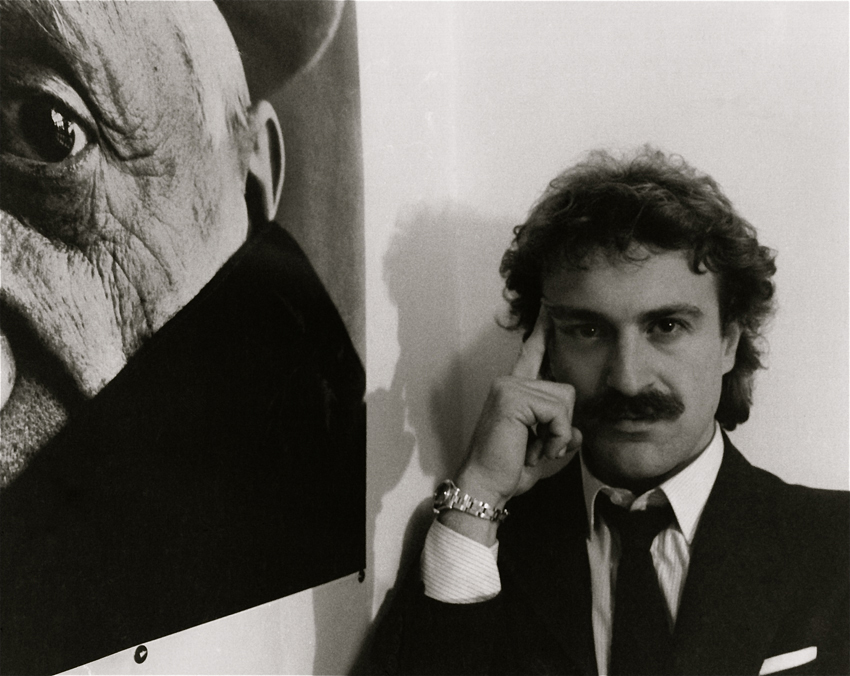
El artista italiano Augusto de Luca, fotografiado por Irving Penn.

Irving Penn (16 de junio de 1917-7 de octubre de 2009) fue un fotógrafo estadounidense conocido por sus fotografías de moda, retratos y naturalezas muertas. La carrera de Penn incluyó trabajo en la revista Vogue y trabajo publicitario independiente para clientes, entre ellos Issey Miyake y Clinique. Su obra ha sido expuesta internacionalmente y continúa informando el arte de la fotografía.

## Biografía
Penn nació en una familia judía rusa el 16 de junio de 1917 en Plainfield (Nueva Jersey), hijo de Harry Penn y Sonia Greenberg. El hermano menor de Penn, Arthur Penn, nació en 1922 y se convertiría en director y productor de cine. Penn asistió a la Escuela de Arte Industrial del Museo de Filadelfia (ahora Universidad de las Artes) de 1934 a 1938, donde estudió dibujo, pintura, gráfica y artes industriales con Alekséi Brodóvich. Mientras era estudiante, Penn trabajó bajo Brodóvich en Harper's Bazaar, que publicó varios de los dibujos de Penn.
Trabajó durante dos años como diseñador independiente y realizó sus primeras fotografías de aficionado antes de ocupar el puesto de Brodovitch como director de arte en Saks Fifth Avenue en 1940. Permaneció allí durante un año antes de pasar otro año pintando y tomando fotografías en México y en todo Estados Unidos. Cuando regresó a Nueva York, Alexander Liberman le ofreció un puesto como asociado en el Departamento de Arte de la revista Vogue. Penn trabajó en el diseño de la revista antes de que Liberman le pidiera que probara la fotografía.
La primera portada fotográfica de Penn para la revista Vogue apareció en octubre de 1943. El departamento de arte de la Oficina de Información sobre la Guerra en Londres le ofreció un trabajo como "artista-fotógrafo", pero se ofreció como voluntario en el American Field Service. Después de llegar a Nápoles con un bote de tropas estadounidenses en noviembre de 1944, Penn condujo una ambulancia en apoyo del Octavo Ejército británico mientras esperaba el clima y avanzaba hacia el norte a través de un miserable invierno en los Apeninos italianos. En julio de 1945, fue trasladado de Italia a la India. Fotografió a los soldados, las operaciones médicas y la vida en el campamento de la AFS, y varios sujetos mientras vivían en la India. Regresó a Nueva York en noviembre de 1945.
Continuó trabajando en Vogue a lo largo de su carrera, fotografiando portadas, retratos, naturalezas muertas, moda y ensayos fotográficos. En la década de 1950, fundó su propio estudio en Nueva York y comenzó a hacer fotografías publicitarias. Con el paso de los años, la lista de clientes de Penn creció para incluir a General Foods, De Beers, Issey Miyake y Clinique.
Conoció a la modelo de moda sueca Lisa Fonssagrives en una sesión de fotos en 1947. En 1950, se casaron en la oficina de registro de Chelsea, y dos años más tarde, Fonssagrives dio a luz a su hijo, Tom Penn, quien se convertiría en diseñador de metal. Lisa Fonssagrives murió en 1992. Penn murió a la edad de 92 años el 7 de octubre de 2009 en su casa en Manhattan.

## Fotografía
Conocido por su fotografía de moda, el repertorio de Penn también incluye retratos de grandes creativos; fotografías etnográficas de todo el mundo; bodegones modernistas de alimentos, huesos, botellas, metales y objetos encontrados; y ensayos fotográficos de viaje.
Penn fue uno de los primeros fotógrafos en plantear sujetos contra un fondo gris o blanco simple y efectivamente utilizó esta simplicidad. Al expandir sus austeros entornos de estudio, construyó un conjunto de fondos en ángulo vertical, para formar una esquina aguda y aguda. Los sujetos fotografiados con esta técnica incluyeron a Martha Graham, Marcel Duchamp, Pablo Picasso, Georgia O'Keeffe, W. H. Auden e Igor Stravinsky.
Las composiciones de naturalezas muertas de Penn son dispersas y altamente organizadas, ensamblajes de alimentos u objetos que articulan la interacción abstracta de línea y volumen. Las fotografías de Penn están compuestas con una gran atención al detalle, que continúa en su oficio de desarrollar y hacer impresiones de sus fotografías. Penn experimentó con muchas técnicas de impresión, incluidas las impresiones realizadas en láminas de aluminio recubiertas con una emulsión de platino, lo que hace que la imagen tenga un calor del que carecían las impresiones en plata sin tono. Sus impresiones en blanco y negro son notables por su profundo contraste, dándoles un aspecto limpio y nítido.
Mientras estaba inmerso en la tradición modernista, Penn también se aventuró más allá de los límites creativos. La exposición Earthly Bodies consistió en una serie de desnudos posados cuyas formas físicas van desde delgadas a regordetas; mientras que las fotografías fueron tomadas en 1949 y 1950, no fueron exhibidas hasta 1980.

## Exposiciones importantes
- 1975: Irving Penn: Recent Works, Photographs of Cigarettes, Museum of Modern Art, New York
- 1975: I Platini di Irving Penn: 25 Anni di Fotografia, Galleria Civica d'Arte Moderna, Turin
- 1975: Irving Penn: Platinum Plates, The Photographers' Gallery, London
- 1977: Irving Penn: Street Material. Photographs in Platinum Metals, The Metropolitan Museum of Art, New York
- 1980: Exhibition at the Center for Visual Arts, Oakland, California
- 1984: Irving Penn, a retrospective, The Museum of Modern Art, New York
- 1986: Irving Penn: Printemps des arts de Monte Carlo, Monte Carlo
- 1990: Irving Penn: Master Images, National Museum of American Art and the National Portrait Gallery, Smithsonian Institution, Washington D. C.
- 1990: Irving Penn: Platinum Test Material, Center for Creative Photography, University of Arizona
- 1994: Irving Penn: Collection Privée/Privatsammlung, Musée d'Art et d'Histoire, Fribourg, Switzerland
- 1995: Irving Penn Photographs: A Donation in Memory of Lisa Fonssagrives-Penn, Moderna Museet, Stockholm
- 1997: Le Bain: Dancers' Workshop of San Francisco, Maison Européenne de la Photographie, París
- 1997: Irving Penn: A Career in Photography, The Art Institute of Chicago
- 2001: Irving Penn: Objects (Still Lifes) for the Printed Page, Museum Folkwang, Essen
- 2002: Dancer: 1999 Nudes by Irving Penn, Whitnew Museum of American Art, New York
- 2002: Earthly Bodies: Irving Penn's Nudes, 1949–1950, The Metropolitan Museum of Art, New York
- 2004: Dahomey (1967), The Museum of Fine Arts, Houston
- 2005: Irving Penn: Platinum Prints, the National Gallery of Art, Washington D. C.
- 2008: Close Encounters, Morgan Library & Museum, New York
- 2009: The Small Trades, J. Paul Getty Museum, Los Angeles:[13] a collection of 252 full-length portraits by Penn from 1950 to 1951
- 2010: Exhibition at the National Portrait Gallery (London): an exhibit of over 120 portraits of people from the worlds of literature, music and the visual and performing arts
- 2012: Irving Penn: Diverse Worlds, Museum of Modern Art (Moderna Museet), Malmö, Sweden
- 2013: Irving Penn: On Assignment, Pace Gallery, New York City, New York.[14]
- 2015-16: Irving Penn: Beyond Beauty, career retrospective of 146 photographs at the Smithsonian American Art Museum.[15]
- 2017: Irving Penn: Centennial, Metropolitan Museum of Art, New York City;[16] Irving Penn - Le Centenaire, Grand Palais, París.

## Citas textuales
- "Photographing a cake can be art." —Irving Penn
- "A good photograph is one that communicates a fact, touches the heart, and leaves the viewer a changed person for having seen it; it is in one word, effective." —Irving Penn.
- "Sensitive people faced with the prospect of a camera portrait put on a face they think is one they would like to show the world. ...Very often what lies behind the facade is rare and more wonderful than the subject knows or dares to believe." —Irving Penn, 1975.
- "I found pictures trying to show peoples in their natural circumstances generally disappointing [but] feel secure in the artificial circumstances of the studio [accepting] for myself a stylization that I felt was more valid than a simulated naturalism." —Irving Penn, 1974.

### Libros de Irving Penn
- Moments Preserved. 1960
- Worlds in a Small Room. 1974. ISBN 978-0-670-79025-8
- Inventive Paris Clothes, 1909–1939. 1977. ISBN 0-670-40067-X
- Flowers. 1980. ISBN 0-517-540746
- Passage. 1991. ISBN 0-679-40491-0
- Drawings. 1999. ISBN 0-9665480-0-0
- The Astronomers Plan a Voyage to Earth. 1999. ISBN 0-9665480-1-9
- Irving Penn Regards The Work of Issey Miyake. 1999. ISBN 0-224-05966-1
- Still Life. 2001. ISBN 0-8212-2702-5
- A Notebook at Random. 2004. ISBN 0-8212-6192-4
- Photographs of Dahomey. 2004. ISBN 3-7757-1449-9

### Libros sobre Irving Penn
- Irving Penn : A Career in Photography. Colin Westerbeck. 1997. ISBN 0-8212-2459-X
- Earthly Bodies: Irving Penn's Nudes, 1949-50. By Irving Penn, Maria Morris Hambourg, Metropolitan Museum of Art, 2002. ISBN 0-8212-2787-4
- Irving Penn: Platinum Prints. Sarah Greenough, David Summers. 2005. ISBN 0-300-10906-7
- Irving Penn: Small Trades. 2009. ISBN 978-0-89236-996-6
- Irving Penn Portraits. 2010. ISBN 978-1-85514-417-0
- Irving Penn: Beyond Beauty. Merry A. Foresta. Yale University Press, 2015. ISBN 978-0-300214-901
- Irving Penn: Centennial. Maria Morris Hambourg, Jeff L. Rosenheim, Alexandra Dennett, Philippe Garner, Adam Kirsch, Harald E.L. Prins, Vasilios Zatse., New York: Metropolitan Museum of Art/Yale University Press, 2017. ISBN 978-1588396181

Irving Penn: Le Centenaire. Paris: Editions de la Réunion des musées nationaux, 2017

## Premios
- 1987: El Premio Cultural de la Sociedad Alemana de Fotografía (DGPh)[19]
- 1985: Premio Internacional de la Fundación Hasselblad